# Rennsteiglauf

Logo

De Rennsteiglauf of voluit GutsMuths Rennsteiglauf is een Duitse ultraloop die is ontstaan in de DDR. Het traject voert over het wandelpad van de Rennsteig door het Thüringer Woud.
Een deel van het huidige parcours loopt aan weerszijden van de voormalige Duits-Duitse grens, d.w. de grens tussen de DDR en het toenmalige West-Duitsland, waar voorheen het IJzeren Gordijn liep.

## Geschiedenis
De eerste "officiële" editie van dit evenement vond plaats als een soort prestatieloop buiten de kaders van de DDR-sportautoriteiten, op 12 mei 1973 onder de noemer 1e 100 km GutsMuths Gedenklauf en was een initiatief van een handvol enthousiaste langeafstandlopers om de Duitse Turnvater en sportpedagoog Johann Christoph Friedrich GutsMuths te herdenken. De route van bijna 100 kilometer voerde van de Hohe Sonne bij Eisenach naar Masserberg. Het jaar daarop werd het evenement op 17 mei herhaald over een afstand van 82 kilometer - van Heuberghaus naar Neuhaus.
Op 9 mei 1975 vond de Rennsteiglauf voor het eerst als een echte wedstrijd plaats. Naast de 50-mijlsloop (82 km) werd een tweede 38 km-route voor vrouwen uitgezet Na enkele volgende edities kreeg de loop een cultstatus en werd er deelgenomen door atleten uit alle hoeken van het land en heimelijk ook uit West-Duitsland. In de loop van de tijd ontwikkelde de Rennsteiglauf zich tot het grootste populaire sportevenement in de DDR.
Het evenement heeft zijn huidige lengte sinds 1997 met Eisenach als startplaats. Sinds 2017 is na een nieuwe meting de lengte van de route vastgesteld op 73,5 km in plaats van de vorige 72,7 km. Het nevenevenement over een kortere afstand wordt sinds 1977 in Neuhaus gestart, aanvankelijk over 45 km, 43,5 km en vanaf 2016 over de marathonafstand.
In 1990 werd voor het eerst het West-Duitse deel van de Rennsteig in de loop opgenomen: tijdens een groepsloop van Blankenstein naar Neuhaus moesten de voormalige grensinstallaties, waarvan sommige nog volledig intact waren, acht keer worden gepasseerd.
Op 30 juni 1990 werd de GutsMuths-Rennsteiglaufverein opgericht. In hetzelfde jaar ontvingen de organisatoren van de Rennsteiglauf de UNESCO Sportprijs.
De halve marathon van Oberhof naar Schmiedefeld wordt sinds 1992 georganiseerd en sinds 1993 staan er tevens kinderloopjes op het programma.